# 吉田雄樹
吉田 雄樹（よしだ ゆうき、1989年1月22日 - ）は、日本の俳優。
滋賀県出身。身長174cm。「吉」の正確な表記は「」（「土」の下に「口」、つちよし）である。

## 略歴
立命館宇治高等学校卒業。在学中は野球部で捕手を務める。立命館大学経営学部に進学後は大津市の社会人野球チーム「全大津野球団」に所属した。2008年の滋賀社会人野球ベストナインでは敢闘賞にも選ばれている。
同年、「周りから（上地に）似ていると言われるので」という動機で、上地雄輔の自伝エッセイ『上地雄輔物語』を基にしたテレビドラマのオーディションに応募。約1500人の中から上地雄輔役に選ばれる。同作で共演した福士誠治に憧れ、福士と同じ今井事務所に所属となる。2010年に上京。俳優としてテレビドラマ・舞台出演などで活動する。
2015年3月、今井事務所を退社し、福島三郎主宰の劇団「丸福ボンバーズ」の団員となる。
2016年10月から、株式会社ミラクル・バス所属。

## 出演

### テレビドラマ
- 土曜プレミアム 上地雄輔ひまわり物語（2009年3月、フジテレビ）上地雄輔 役
- 筆談ホステス〜母と娘、愛と感動の25年。届け!わたしの心〜（2010年1月、毎日放送）
- NHKスペシャル 15歳の志願兵（2010年8月、NHK）佐々木一紀 役
- 月曜ゴールデン 警視庁再犯防止課 真崎英嗣〜ある少年との5日間の危険な約束〜（2011年8月、TBS）大橋壮平 役
- 土曜ワイド劇場 100の資格を持つ女〜ふたりのバツイチ殺人捜査〜5（2011年10月、テレビ朝日）
- 金曜プレステージ 悪女たちのメス（2011年12月、フジテレビ）救急隊員 役[要出典]
- 本日は大安なり（2012年1月 - 3月、NHK）警備員 役
- ダーティ・ママ! 第6話・7話（2012年2月、日本テレビ）津久井孝 役
- ドクターX〜外科医・大門未知子〜（2012年10月 - 12月、テレビ朝日）江藤翔 役
- 野田ともうします。 シーズン3 第15話（2013年1月、NHK）
- 金曜プレステージ 女検視官・江夏冬子2 復讐の血脈（2013年5月、フジテレビ）鎌田幸一 役
- 東京が戦場になった日（2014年3月、NHK）
- 東京ガードセンター 第2話・7話（2014年4月・5月、Dlife）古沢 役
- SAKURA〜事件を聞く女〜 第3話（2014年11月、TBS）
- オトナの土ドラ「ウツボカズラの夢」（2017年8月、東海テレビ）
- ミステリードラマSP 浅見光彦シリーズ53 浅見光彦殺人事件（2018年3月、フジテレビ）中田泰隆 役
- ドラマ24「GIVER 復讐の贈与者」第1話（2018年7月、テレビ東京）岡本靖 役

### 舞台
- めぐりあうとき（2011年）
- ほたるのいた夏（2012年）
- お父さんは疲れた（2013年）
- 朗読劇 この命 果つるとも（2013年）
- 夜食の時間（2014年）
- NICE EIJI!〜父まるだし〜（2015年）
- バカの王様（2015年）
- 舞台 SHOW BY ROCK!! MUSICAL（2016年）
- 玉夢温泉〜星影楼にまつわる噺〜（2016年）
- SOULFUL SOUL（2017年）
- 舞台 ジョーカー・ゲーム（2017年）
- STAGE〜舞台、位置、足をつける場所〜(2017年)
- バカの王様〜theKINGofBAKA〜 （2018年）

### 映画
- 想いのこし（2014年）
- カイジ　ファイナルゲーム（2020年）

### 配信・インターネット
- 卒業までにしたい3つのこと 第5話（2010年、LISMO Channel ほか）野球部員 役

### その他テレビ番組
- 中居正広の金曜日のスマたちへ「金スマ波瀾万丈」（2011年11月、TBS）オリエンタルラジオ・中田敦彦 役

### CM
- 富士フイルム「グルコサミン&コラーゲン」（2010年）
- 日本通運 引っ越しは日通「看板娘への恋」篇（2013年）
- ヤクルト ヤクルトさん市場篇（2014年）